# Oslivka
Oslivka (ryska: Осливка) är ett vattendrag i Belarus.   Det ligger i voblasten Mahiljoŭs voblast, i den centrala delen av landet, 140 km öster om huvudstaden Minsk.
Omgivningarna runt Oslivka är en mosaik av jordbruksmark och naturlig växtlighet. Runt Oslivka är det glesbefolkat, med 17 invånare per kvadratkilometer.